# Rakytník
Rakytník (Hippophae) je rod vyšších dvouděložných rostlin z čeledi hlošinovité (Elaeagnaceae). Zahrnuje celkem 6 nebo 7 druhů keřů a stromů. Je rozšířen v Evropě a Asii. V České republice je pěstován rakytník řešetlákový, poskytující jedlé plody kyselé chuti.

## Popis
Rakytníky jsou opadavé, dvoudomé, trnité keře nebo stromy. Listy jsou celistvé a celokrajné, vstřícné, střídavé nebo přeslenité, řapíkaté až téměř přisedlé. Květy jsou jednopohlavné, bezkorunné, uspořádané v květenstvích vyrůstajících na bázi postranních větévek. Rozkvétají před olistěním. Samčí květy mají okvětí složené ze 2 volných blanitých kališních lístků, obsahují 4 tyčinky a jsou uspořádány v drobných hlávkách. Samičí květy mají kalich trubkovitý, zakončený 2 laloky, obsahují jediný jednopouzdrý semeník a jsou uspořádány v drobných hroznech. Plodem je kulovitá až válcovitá peckovice, u některých druhů podélně žebrovaná. Semena jsou uzavřená v kožovitém endokarpu, který od nich může být obtížně oddělitelný. Může růst v jakýchkoli podmínkách jako v chladném počasím nebo v suché půdě. 

## Rozšíření
Rod rakytník zahrnuje 6 nebo 7 druhů. Je rozšířen od severozápadní Evropy po východní Asii. Centrum diverzity je v Číně, kde se vyskytují 4 endemické druhy. Největší areál rozšíření má rakytník řešetlákový, rozšířený od Evropy po Čínu a Mongolsko.

## Zástupci
- rakytník řešetlákový (Hippophae rhamnoides)
- rakytník tibetský (Hippophae tibetana)
- rakytník vrbolistý (Hippophae salicifolia)

## Význam
Plody rakytníku řešetlákového mají vysoký obsah vitamínu C (cca 400mg/100g) a jsou konzumovány syrové nebo různým způsobem upravené. Z plodů se za studena lisuje rakytníkový olej, který obsahuje vitamíny A, B1, B2, B6, C, D, E, F, K, P, dále beta karoten, kyselinu listovou, organické kyseliny, třísloviny a minerální soli, důležité esenciální mastné kyseliny omega-3, 6, 9. Je také zdrojem vzácné omega-7 mastné kyseliny.
Kromě oleje lze rakytník konzumovat též v podobě sirupu, likéru, džusu či čaje. V kuchyni se z něj připravuje marmeláda, přidat ho lze také do masových marinád nebo pokrmům připravovaným na kari. 
Z listů rakytníku vrbolistého se v Asii připravuje čaj a plody se používají k leštění zlata a stříbra.